# Bistum Worcester
Das Bistum Worcester (lat.: Dioecesis Wigorniensis) ist eine in den Vereinigten Staaten gelegene römisch-katholische Diözese mit Sitz in Worcester, Massachusetts.

## Geschichte
Das Bistum Worcester wurde am 14. Januar 1950 durch Papst Pius XII. mit der Apostolischen Konstitution Ad animarum bonum aus Gebietsabtretungen des Bistums Springfield errichtet und dem Erzbistum Boston als Suffraganbistum unterstellt.

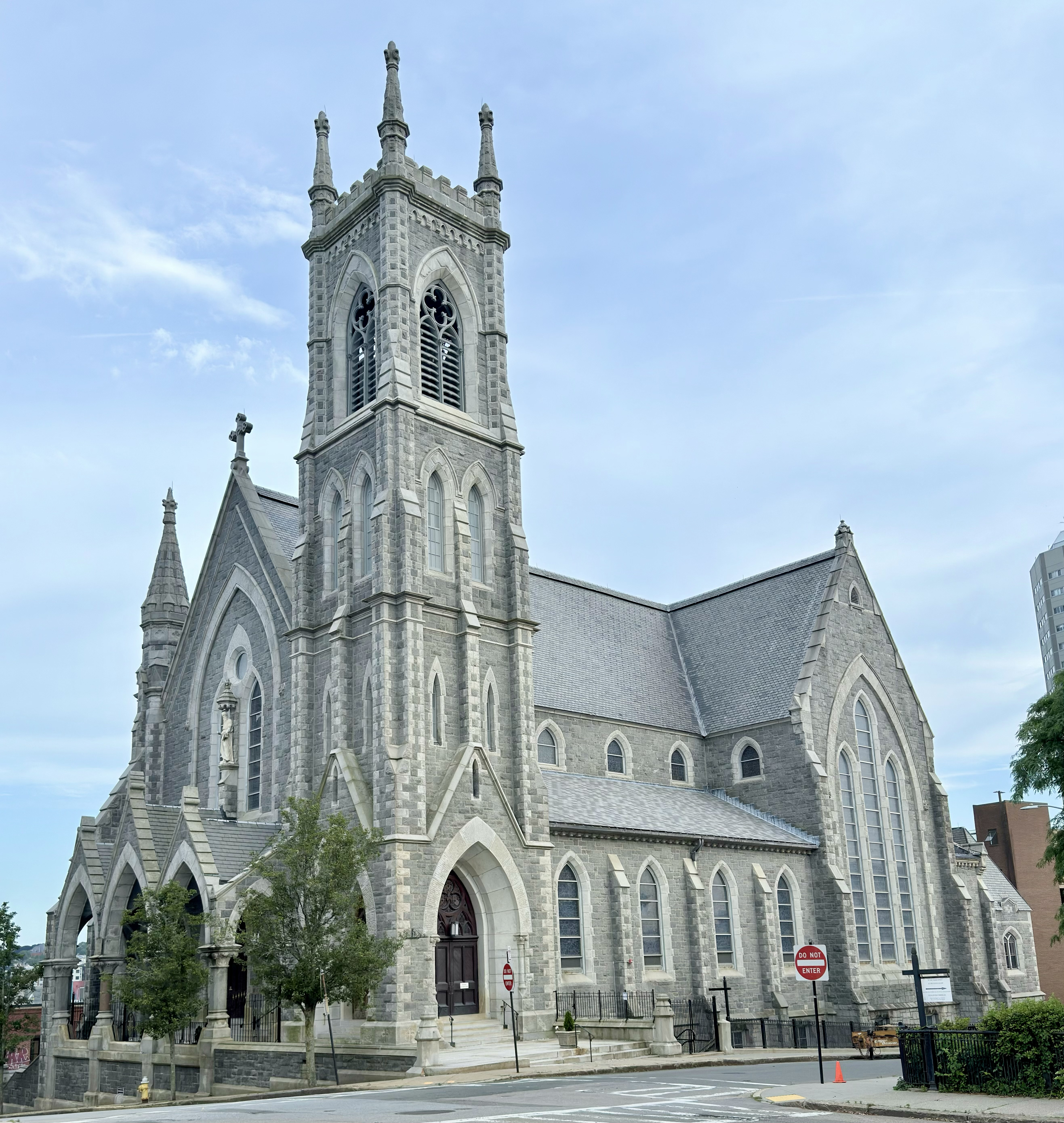
Cathedral of Saint Paul in Worcester

## Territorium
Das Bistum Worcester umfasst das im Bundesstaat Massachusetts gelegene Gebiet Worcester County.

## Bischöfe von Worcester
- John Joseph Wright, 1950–1959, dann Bischof von Pittsburgh
- Bernard Joseph Flanagan, 1959–1983
- Timothy Joseph Harrington, 1983–1994
- Daniel Patrick Reilly, 1994–2004
- Robert Joseph McManus, seit 2004